# Секо Фофана
Секо Мохамед Фофана (фр. Seko Mohamed Fofana, нар. 7 травня 1995, Париж, Франція) — івуарійський футболіст, центральний півзахисник французького клубу «Ренн» та національної збірної Кот-д'Івуару.

## Ігрова кар'єра

### Клубна
Секо Фофана народився у Парижі. Займатися футболом починав у молодіжній команді місцевого клубу «Париж». Згодом він перейшов до школи клубу «Лор'ян», де провів два роки. У 2013 році Фофана приєднався до молодіжної команди англійського «Манчестер Сіті». Але в основі „містян“ футболіст так і не зіграв жлдного матчу. А його дебют на професійному рівні відбувся у лютому 2015 року у клубі «Фулгем», де Фофана на той момент грав на правах оренди.
Сезон 2015/16 Фофана також провів в оренді, граючи у французькій Лізі І у складі «Бастії». Після повернення в «Сіті» після оренди, футболіст залишив англійський клуб і перейшов до італійського «Удінезе», з яким підписав п'ятирічний контракт.
У серпні 2020 року Фофана знову повернувся до Франції, де приєднався до клубу Ліги І «Ланс». З клубом футболіст підписав контракт, розрахований на чотири роки.

### Збірна
Секо Фофана починав свою міжнародну кар'єру у юнацьких збірних Франції. У 2012 році у складі збірної Франції (Г-17) Фована взяв участь у юнацькій першості Європи, що проходила у Словенії.
У 2017 році Секо Фофана разом з партнером Максвелом Корне прийняли рішення виступати за національну збірну Кот-д'Івуару. Першу гру у збірній футболіст провів у листопаді 2017 року проти команди Марокко у ході відбору до чемпіонату світу 2018 року.

## Статистика виступів

### Статистика виступів за збірну
Станом на 11 лютого 2024 року
| Дата       | Місто         | Господарі            | Результат               | Гості               | Турнір                                        | Голи | Примітки |
| ---------- | ------------- | -------------------- | ----------------------- | ------------------- | --------------------------------------------- | ---- | -------- |
| 11-11-2017 | Абіджан       | Кот-д'Івуар          | 0 – 2                   | Марокко             | Відбір до ЧС 2018                             | -    | 62'      |
| 6-9-2019   | Кан           | Кот-д'Івуар          | 1 – 2                   | Бенін               | товариський матч                              | -    | 84'      |
| 10-9-2019  | Ле-Петі-Кевії | Туніс                | 1 – 2                   | Кот-д'Івуар         | товариський матч                              | 1    | 90+7'    |
| 13-10-2019 | Ам'єн         | Кот-д'Івуар          | 3 – 1                   | ДР Конго            | товариський матч                              | -    |          |
| 16-11-2019 | Абіджан       | Кот-д'Івуар          | 1 – 0                   | Нігер               | Відбір до Кубка африканських націй 2021       | -    | 25'      |
| 19-11-2019 | Бахр-Дар      | Ефіопія              | 2 – 1                   | Кот-д'Івуар         | Відбір до Кубка африканських націй 2021       | -    | 82'      |
| 24-9-2022  | Ле-Петі-Кевії | Кот-д'Івуар          | 2 – 1                   | Того                | товариський матч                              | 1    | 72'      |
| 27-9-2022  | Ам'єн         | Кот-д'Івуар          | 3 – 1                   | Гвінея              | товариський матч                              | 1    |          |
| 14-10-2023 | Абіджан       | Кот-д'Івуар          | 1 – 1                   | Марокко             | товариський матч                              | -    | 89'      |
| 17-10-2023 | Абіджан       | Кот-д'Івуар          | 1 – 1                   | ПАР                 | товариський матч                              | -    |          |
| 17-11-2023 | Абіджан       | Кот-д'Івуар          | 9 – 0                   | Сейшельські Острови | Відбір до ЧС 2026                             | 1    | 78'      |
| 20-11-2023 | Дар-ес-Салам  | Гамбія               | 0 – 2                   | Кот-д'Івуар         | Відбір до ЧС 2026                             | 1    |          |
| 6-1-2024   | Сан-Педро     | Кот-д'Івуар          | 5 – 1                   | Сьєрра-Леоне        | товариський матч                              | -    | 77'      |
| 13-1-2024  | Абіджан       | Кот-д'Івуар          | 2 – 0                   | Гвінея-Бісау        | Кубок африканських націй 2023 - груповий етап | 1    |          |
| 18-1-2024  | Абіджан       | Кот-д'Івуар          | 0 – 1                   | Нігерія             | Кубок африканських націй 2023 - груповий етап | -    |          |
| 22-1-2024  | Абіджан       | Екваторіальна Гвінея | 4 – 0                   | Кот-д'Івуар         | Кубок африканських націй 2023 - груповий етап | -    |          |
| 29-1-2024  | Ямусукро      | Сенегал              | 1 – 1 д.ч. (4 – 5 п.п.) | Кот-д'Івуар         | Кубок африканських націй 2023 - 1/8 фіналу    | -    | 79'      |
| 3-2-2024   | Буаке         | Малі                 | 1 – 2 д.ч.              | Кот-д'Івуар         | Кубок африканських націй 2023 - чвертьфінал   | -    |          |
| 7-2-2024   | Абіджан       | Кот-д'Івуар          | 1 – 0                   | ДР Конго            | Кубок африканських націй 2023 - півфінал      | -    | 61'      |
| 11-2-2024  | Абіджан       | Нігерія              | 1 – 2                   | Кот-д'Івуар         | Кубок африканських націй 2023 - фінал         | -    | 87' 88'  |
| Усього     |               | Матчів               | 20                      |                     | Голів                                         | 6    |          |

## Титули і досягнення
- Переможець Кубка африканських націй: 2024